# Бурназян, Сергей Авдеевич
Сергей Авдеевич Бурназян (арм. Սերգեյ Ավդեյի Բուռնազյան; 28 мая 1918(1914) — 15 апреля 1943) — советский лётчик, командир эскадрильи 866-го истребительного авиационного полка (288-я истребительная авиационная дивизия, 17-я воздушная армия), участник Великой Отечественной войны, Герой Советского Союза, одержавший 20 побед в воздушных боях лично и 2 в группе.

## Биография
Сергей Авдеевич Бурназян родился 28 мая 1918 году в станице Великокняжеской (ныне город Пролетарск Ростовской области) по другой версии в Эривани. Через некоторое время после его рождения семья переехала в город Херсон, где Сергей Бурназян, окончив 9 классов средней школы, работал на Херсонском металлообрабатывающем заводе.
В 1938 году был призван в ряды Красной Армии, по распоряжению был отправлен на обучение в Херсонскую авиационную школу Осоавиахима, окончив которую в 1940 году, продолжая службу в ней же лётчиком-инструктором, вступил в ВКП(б)/КПСС.

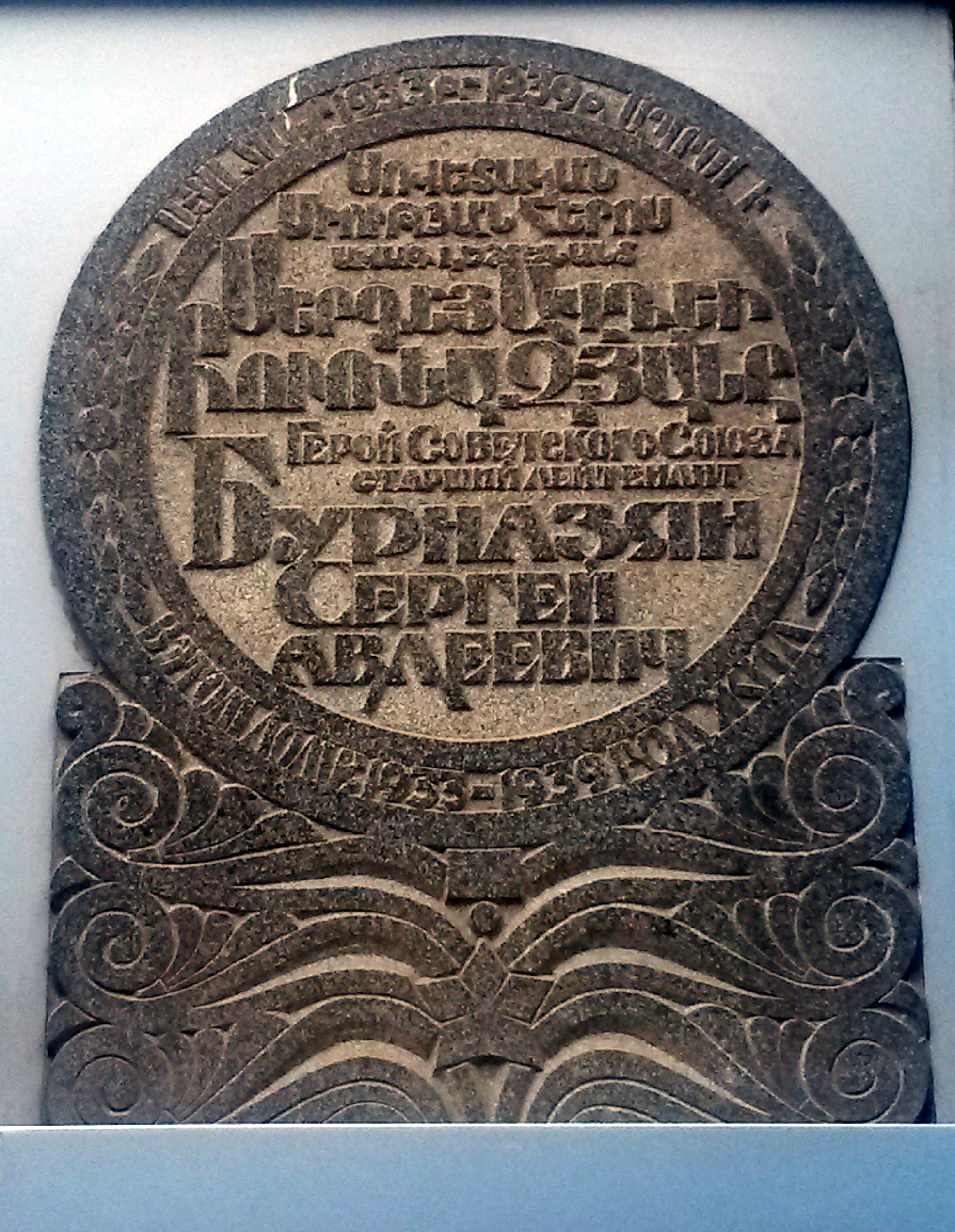

С 1942 года Сергей Бурназян — на полях сражений Великой Отечественной войны в звании лейтенанта. В январе 1942 года был командирован для дальнейшего прохождения службы на Воронежский фронт в 629-й истребительный авиационный полк войск ПВО страны, которым командовал майор В. С. Ежов. Одарённый и опытный лётчик, заместитель командира и парторг 2-й эскадрильи, летая на истребителе И-16, одержав свою первую воздушную победу на Воронежском фронте в марте 1942 года, прослыл непобедимым воздушным бойцом. С первых дней нахождения на полях сражений в воздушных боях лейтенант Бурназян проявил храбрость, героизм и отменную воинскую смекалку. Особо отличился молодой лейтенант в битве за Сталинград. Так 7 сентября 1942 года патрулируя небо над Сталинградом в районе Городище, звено обнаружило группу бомбардировщиков из 12 Ju-88, идущих под прикрытием 8 истребителей Ме-109. Ведущий лейтенант С. А. Бурназян решил не допустить противника к объекту и, несмотря на многократное превосходство врага, стремительно ринулся в лобовую атаку. Разбив строй бомбардировщиков, умело маневрируя и искусно используя огонь пулемётов и реактивных снарядов, Бурназян вместе со своим ведомым сбил 2 бомбардировщика.
Остальные самолёты, сбросив бомбы вне объекта, со снижением поспешили уйти на запад. Восьмёрка Ме-109, вынырнув из облаков, атаковала наше звено, но, потеряв сразу же один самолёт, скрылась в облаках. Так дерзкой лобовой атакой, искусным манёвром и умелым использованием вооружения звено лейтенанта С. А. Бурназяна не только не допустило врага к обороняемому объекту, но и нанесло поражение численно превосходящему противнику. Уже на следующий день Сергей Бурназян увеличил свой боевой счёт. Так в известной книге «Войска ПВО страны в Великой Отечественной войне 1941—1945 годов», на странице 147, есть такая запись:

8 Сентября 1942 года в течение дня лётчики 629-го ИАП сбили в районе Сталинграда 10 вражеских самолётов. Отличились в воздушных схватках лейтенанты Ф. Ф. Фёдоров, П. А. Овсянников и С. А. Бурназян, старшины В. П. Смирнов, Л. И. Ершов и Е. А. Евсеев

Всего 629-й истребительный авиационный полк, которым командовал майор В. С. Ежов, за 1942 год произвёл 4995 самолёто-вылетов, провёл 139 воздушных боёв, в результате которых сбил 104 самолёта. Несмотря на то, что лётчикам приходилось в это время воевать на устаревших самолётах И-16 и И-153, они искусно применяли манёвр, реактивные снаряды и пулемётно-пушечный огонь, успешно вели воздушные бои не только с бомбардировщиками, но и с новыми вражескими истребителями типа Ме-109G. Способность командира принять правильное решение во многом зависит от того, насколько он знает и умеет использовать в различных условиях боя возможности состоявшей на вооружении техники.
В октябре 1942 года лейтенант Бурназян был переведён в 866-й истребительный авиационный полк 288-й истребительной авиационной дивизии 17-й воздушной армии Юго-Западного фронта. В новом для молодого лейтенанта полку руководимым майором С. Кузиным Бурназян летал уже на истребителе Як-7Б. В 1943 году полк вступил в операцию по разгрому немецко-фашистских захватчиков в районе города Сталинград. Тогда в воздушных боях отличились многие лётчики. В их числе был и Сергей Бурназян. Однажды семёрка Як-7Б, ведомая старшим лейтенантом Бурназяном, вылетела на сопровождение штурмовиков. В районе цели она встретила около 20 вражеских истребителей Ме-109, пытавшихся атаковать наши самолёты. Однако все их атаки были отбиты. Искусно маневрируя, не давая возможности вражеским лётчикам вести прицельный огонь, старший лейтенант С. Бурназян сбил двух «Мессеров».
Только за 3 месяца боёв за Сталинград Сергей Бурназян сбил 7 вражеских самолётов, за что был награждён орденом Красного Знамени. Всего же, менее чем за полгода боёв, командир эскадрильи 866-го истребительного авиационного полка старший лейтенант С. А. Бурназян выполнил 224 боевых вылетов, провёл 86 воздушных боёв, лично сбил 22 и в группе с товарищами 2 самолёта противника.
15 апреля 1943 года отважный лётчик пытаясь спасти вверенный ему самолёт трагически погиб при бомбёжке эшелона противником во время перебазирования части(по другим данным погиб либо в воздушном бою, либо в авиакатастрофе при переучивании на новую технику).

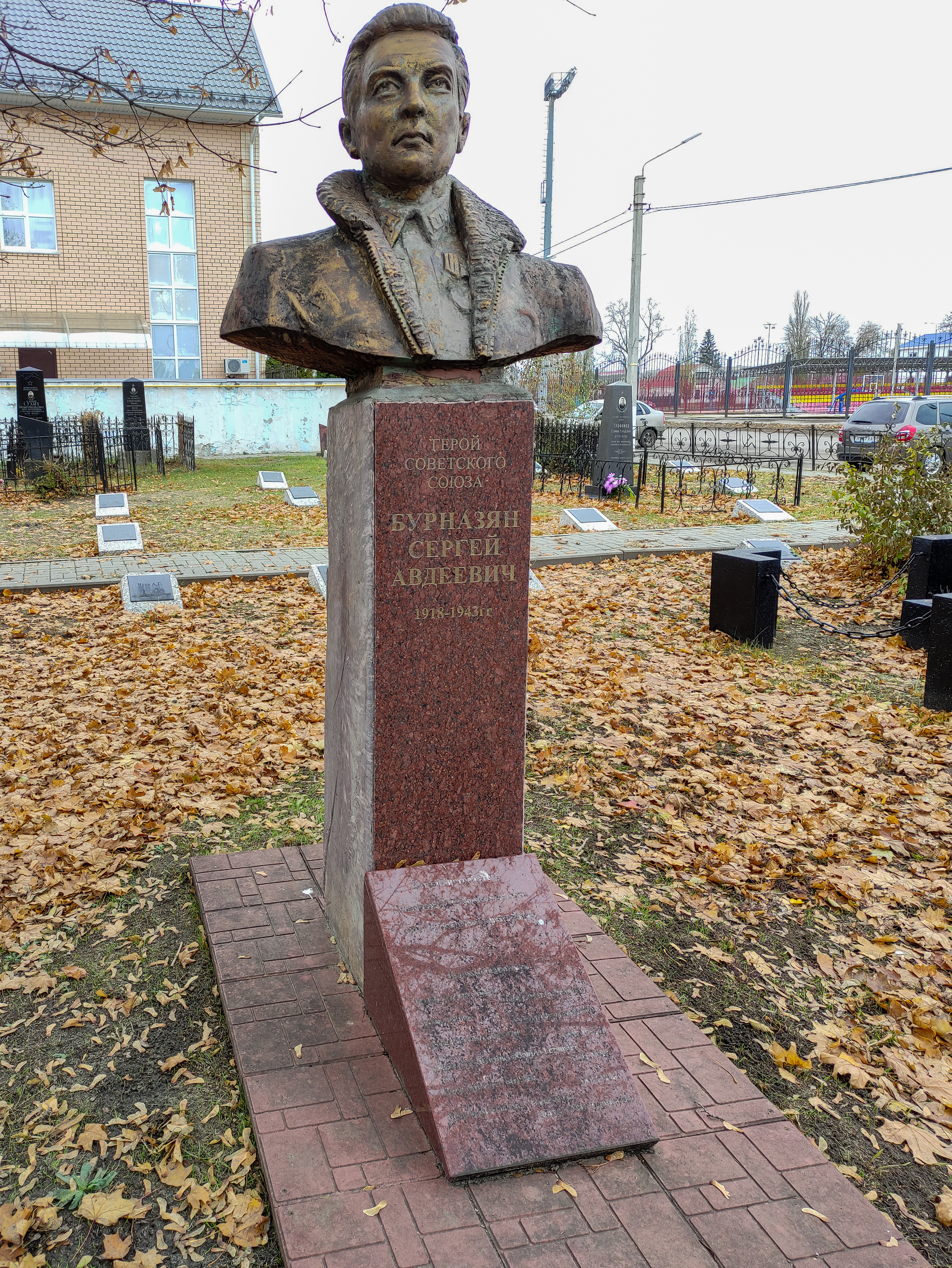
Могила С. А. Бурназяна на старом кладбище Борисоглебска

Указом Президиума Верховного совета СССР от 2 августа 1944 года за образцовое выполнение боевых заданий командования на фронте борьбы с немецко-фашистскими захватчиками и проявленные при этом мужество и героизм старшему лейтенанту Бурназяну Сергею Авдеевичу присвоено звание Героя Советского Союза (посмертно).

## Память
- В советское время имя Сергея Бурназяна носила пионерская дружина школы № 8 им. А. С. Пушкина города Еревана, откуда он ушёл на фронт, а также школа в селе Спандарян Артикского района Армянской ССР[3].
- Во дворе школы № 8 им. А. С. Пушкина города Еревана установлена мемориальная доска, на которой написано «В этой школе учился Герой Советского Союза Сергей Бурназян».
- В Ереване именем Героя названа улица.
- В городе Волжский Волгоградской области в честь Бурназяна назван сквер на улице Советская.

## Награды
- Герой Советского Союза[1][2][5]
- орден Ленина[1][2]
- Орден Красного Знамени[1][2]
- Орден Отечественной войны I степени[1][2]
- Орден Отечественной войны II степени[2]
- медаль «За оборону Сталинграда»
- Другие медали